# Ca la Pepa Sastre i Ca la Pubilla
Ca la Pepa Sastre i Ca la Pubilla és una casa de Granollers (Vallès Oriental) protegida com a Bé Cultural d'Interès Local.

## Descripció
Es tracta d'una edifici entre mitgeres, de planta baixa i dues plantes pis, amb coberta de teula àrab dues vessants, façana plana, arrebossada, coronada per un senzill ràfec. A la façana destaquen dues finestres de pedra, una d'arc conopial d'esquena d'ase amb traceria a l'intradós flanquejada amb capitells amb motius vegetals i, l'altre d'arc deprimit concau recolzat en dos fins capitells i columnes amb base protegit per guardapols recolzat en capitells amb dues figures a l'arrencada, també cal assenyalar l'escut de pedra treballat en alt relleu amb un sant, una creu i tres ales.
La façana prové d'una reforma portada a terme en la segona meitat del segle xx, amb elements recuperats d'enderrocs de finques del sector.